# Зельони-Острув
Зельони-Острув (пол. Zielony Ostrów, нім. Bergenthal) — село в Польщі, у гміні Венґожево Венґожевського повіту Вармінсько-Мазурського воєводства.
У 1975-1998 роках село належало до Сувальського воєводства.